# Protocole contre la fabrication et le trafic illicites d'armes à feu, de leurs pièces, éléments et munitions
Le Protocole contre la fabrication et le trafic illicites d'armes à feu, de leurs pièces, éléments et munitions est un traité sur la lutte contre le trafic d'armes et notamment les armes légères et de petit calibre, complémentaire à la Convention contre la criminalité transnationale organisée. Il est l’un des protocoles de Palerme. Il est classifié par les Nations unies au chapitre XVIII (Questions pénales) avec le numéro d’ordre 12.c.
Le Protocole a été adopté par la résolution 55/255 de l'Assemblée générale des Nations unies le 31 mai 2001 ; le traité est entré en vigueur le 3 juillet 2005. Il a été signé par 52 parties ; en mai 2019, il comprenait 117 parties, dont 116 états et l'Union européenne.
Les états qui ont signé le protocole mais ne l’ont pas encore ratifié sont l’Australie, le Canada, la Chine, l’Allemagne, l’Islande, le Japon, le Luxembourg, Monaco, les Seychelles et le Royaume-Uni. En mai 2019, la France était (depuis fin 2018) le seul des six premiers pays exportateurs d'armes à avoir ratifié de protocole. Les cinq autres — les États-Unis, la Russie, l'Allemagne, la Chine et le Royaume-Uni, ne l'avaient pas ratifié.
En France, l’Assemblée nationale a autorisé l’adhésion au Protocole le 5 juillet 2018 à l’unanimité (41 présents), et la loi n° 2018-889 a été promulguée en conséquence le 16 octobre 2018, faisant de la France le 116e pays partie au protocole.